# Lewoleba Utara
Lewoleba Utara is een bestuurslaag in het regentschap Lembata van de provincie Oost-Nusa Tenggara, Indonesië. Lewoleba Utara telt 3920 inwoners (volkstelling 2010).